# Pierre Guenancia
 (mai 2018).
Pierre Guenancia, né le 12 avril 1949, est un philosophe français, spécialiste de la pensée de Descartes.

## Biographie

### Parcours universitaire
Ancien élève de l'École normale supérieure de Saint-Cloud (promotion 1970), agrégé de philosophie, il soutient dès 1975 une thèse sur la physique pascalienne sous la direction de Jean-Toussaint Desanti. Après avoir longtemps enseigné dans les classes préparatoires littéraires du Lycée Carnot, il reste à Dijon en intégrant le département de philosophie de l'Université de Bourgogne, où il est nommé professeur des universités en 2001 .
En 1984, il co-fonde avec Didier Franck la revue Philosophie aux Éditions de Minuit.

### Réforme du programme de philosophie des classes terminales
À partir de mai 2018, il dirige avec Frank Burbage, doyen de l'Inspection générale de philosophie, le groupe d'experts chargé de la rédaction des nouveaux programmes de philosophie des classes terminales au sein du Conseil supérieur des programmes. Un projet de programme, présenté officieusement le 20 mars 2019, supprime les notions suivantes : la conscience, l’inconscient, la perception, autrui, le travail, le réel, la démonstration, l'interprétation, le vivant, la matière et l'esprit, le droit, les échanges, le devoir, le bonheur. La proposition introduit en revanche l'étude de la métaphysique, de « l'idée de Dieu » et de la responsabilité. Ce projet est désavoué par le CSP, qui constitue son propre programme, contenant d'ailleurs des notions qui avait été supprimées. Pierre Guénancia déplore publiquement ce désaveu et regrette l'ajout d'auteurs « illisible[s] pour un lycéen » et du trop grand nombre de notions, « laissant chacun les associer n'importe comment et dans n'importe quel sens ».